# Agata Drozdowska
Agata Drozdowska (ur. 21 marca 1983, zm. 28 czerwca 2017 w Warszawie) – polska kostiumograf.

## Życiorys
Ukończyła studia z zakresu kulturoznawstwa w Wyższej Szkole Nauk Humanistycznych w Warszawie. Od 2005 współpracowała z przemysłem filmowym, początkowo jako garderobiana i asystentka kostiumografa, a następnie jako samodzielny kostiumograf. Była między innymi asystentką Magdaleny Jadwigi Rutkiewicz-Luterek przy militariach i kostiumach wojskowych. Przy filmach „Karbala” w reż. Krzysztofa Łukaszewicza oraz „Wołyń” w reż. Wojciecha Smarzowskiego pracowała jako współautorka kostiumów wojskowych. W 2017 wraz z Pawłem Grabarczykiem, Magdaleną Jadwigą Rutkiewicz-Luterek i Wandą Kowalską została uhonorowana statuetką filmową „Orła” za najlepsze kostiumy w filmie „Wołyń”. Była również autorką kostiumów do filmów krótkometrażowych „Najpiękniejsze fajerwerki ever” w reż. Aleksandry Terpińskiej oraz „Ksiądz” w reż. Wojciecha Smarzowskiego. Pracowała także przy takich produkcjach filmowych jak „1920 Bitwa warszawska” w reż. Jerzego Hoffmana, „Galerianki” w reż. Katarzyny Rosłaniec, „Generał Nil” w reż. Ryszarda Bugajskiego, „Miasto 44” w reż. Jana Komasy, „Obława” w reż. Marcina Krzyształowicza oraz „Yuma” w reż. Piotra Mularuka. Zmarła 28 czerwca 2017 i została pochowana 5 lipca tego samego roku na cmentarzu w Rembertowie.